# Bitwa pod Międzyborzem
Bitwa  pod Międzyborzem – trzecia bitwa księcia mazowieckiego Konrada I z  księciem śląskim Henrykiem Brodatym podczas kampanii z 1228 roku.
Po klęsce z wojskami Henryka Brodatego pod Skałą i pod Wrocieryżem Konrad mazowiecki postanowił jeszcze raz stawić czoła księciu śląskiemu. W celu ochrony przeprawy własnych oddziałów przez Pilicę Konrad oparł się na wzgórzach w rejonie Międzyborza, na północ od Opoczna. Pomimo zajęcia przez księcia mazowieckiego dogodniejszych  pozycji do walki Henryk Brodaty po raz trzeci pokonał swojego przeciwnika, zmuszając go do szybkiego wycofania się z Małopolski i powrotu na Mazowsze.